# Мик, Алберт Стьюарт
А́лберт Стью́арт Мик (англ. Albert Stewart Meek; 1871—1943) — английский натуралист и зоолог-коллекционер птичьих шкур и насекомых, а также продавец птичьих перьев. Тесно сотрудничал с Уолтером Ротшильдом и Эрнстом Хартертом. Для музея естественной истории в Тринге он собрал самую большую коллекцию птичьих шкурок и насекомых на начало XX века. В некоторых публикациях встречается ошибочное обозначение имени Alfred S. Meek.

## Биография
Мик родился в семье торговца предметами естественной истории в Лондоне. В 1894 году Уолтер Ротшильд принял его на должность собирателя птиц и насекомых в зоологический музей. Сначала Мик начал собирать в Англии, а затем объехал за короткое время Австралию, Соломоновы Острова, Новую Гвинею и Бугенвиль, где он обнаружил несколько новых таксонов птиц, в том числе вид воронов Corvus meeki. В 1904 году он посетил остров Шуазёль, где собрал последние 4 экземпляра вымершего сегодня хохлатого толстоклювого голубя (Microgoura meeki). Во время экспедиции в Новую Гвинею в 1906 году Мик добыл типовой экземпляр птицекрылки королевы Александры (Ornithoptera alexandrae), самой большой известной дневной бабочки мира.
Мик был экспертом по перьям птиц Тихоокеанского региона. В 1913 году во время своего визита к папуасам он обратил внимание, что только для центральной части головного украшения вождя были использованы перья более 23 убитых птиц (в частности, райских птиц).
Коллекция птичьих шкур и насекомых Мика принадлежит к наиболее выдающимся экспонатам Музея естествознания в Лондоне. Другая часть его коллекции, которую Уолтер Ротшильд вынужден был продать в 1930-е годы, хранится в Американском музее естественной истории.

## Эпонимы
Несколько таксонов птиц были названы в честь Мика, в том числе хохлатый голубь Мика (Microgoura meeki), украшенный лори Меека (Charmosyna meeki), дятловый попугайчик Меека (Micropsitta meeki), Corvus meeki, тагульская белоглазка (Zosterops meeki), адмиралтейская иглоногая сова (Ninox meeki) и желтоватый тимелиевый медосос (Ptiloprora meekiana).

## Сочинения
- Albert S. Meek, A Naturalist in Cannibal Land, 1913, Fischer Unwin, London